# 1693
1693 (MDCXCIII) a fost un an obișnuit al calendarului gregorian, care a început într-o zi de marți.

## Evenimente
- 11 ianuarie: Vulcanul Etna erupe, pagube mari.
- 8 septembrie: Târnosirea Mănăstirii Horezu (Hurez) - Valahia - ctitorie a domnitorului martir Constantin Brâncoveanu.

### Nedatate
- martie-aprilie: Dimitrie Cantemir urcă pe tronul Moldovei (prima domnie), (1693).

## Nașteri
- 7 martie: James Bradley, astronom englez (d. 1762)

## Decese
- 6 ianuarie: Mehmed al IV-lea, 51 ani, sultan al Imperiului Otoman (n. 1642)
- 5 aprilie: Anne Marie Louise d'Orléans, Ducesă de Montpensier (n. Anne Marie Louise d'Orléans), 65 ani (n. 1627)
- 25 mai: Madame de La Fayette (n. Marie-Madeleine Pioche), 59 ani (n. 1634)
- 26 iulie: Ulrica Eleonora a Danemarcei, 36 ani, soția regelui Frederic al III-lea al Danemarcei (n. 1656)
- 7 august: Johann Georg al II-lea, Prinț de Anhalt-Dessau, 65 ani (n. 1627)
- 9 septembrie: Ihara Saikaku, 50 ani, poet și prozator japonez (n. 1642)